# Heinz Wulfestieg
Heinz Wulfestieg (* 20. August 1935 in Berlin; † 29. August 1978 ebenda) war ein deutscher Jazzmusiker (Trompete).

## Leben
Heinz Wulfestieg wurde als Sohn des Schuhmachermeisters und Lederfabrikanten Wilhelm Louis Franz Wulfestieg und dessen Ehefrau Frieda Auguste Wulfestieg, geborene Gröhn, in Berlin geboren. Er war der Halbbruder der Schauspielerin Hildegard Knef. Die Sprachwissenschaftlerin Gertrud Pätsch war seine Cousine.
Wilhelm Wulfestieg heiratete im Jahr 1932 Hildegard Knefs Mutter Frieda. Er stammte aus Sievershausen, südlich von Hannover, und war in Berlin der Mitinhaber einer Lederfabrik, die 1935 von den Nationalsozialisten konfisziert wurde, als sein jüdischer Partner emigrierte und er sich weigerte, in die NSDAP einzutreten. Wilhelm Wulfestieg durfte daraufhin lediglich als Schuhmacher ohne Gehilfen arbeiten. Laut einer Biografie habe Hildegard Knef später erfahren, dass ihr Stiefvater Mitglied der KPD gewesen sei. Danach verdiente sich die Familie mit einem Schuhmacherladen in der Bernhardstraße in Berlin-Wilmersdorf den Lebensunterhalt.
Laut seiner Schwester Hildegard sei Heinz Wulfestieg als Dreieinhalbjähriger, um Hunger und Luftangriffen in der Großstadt zu entgehen, bei einer ostpreußischen Bauernfamilie in Obhut gegeben worden, die ihn des Geldes wegen aufgenommen und misshandelt haben soll. Aus Angst vor der anrückenden Roten Armee sei er auf Drängen seiner Schwester wieder nach Berlin zurückgeholt worden. Er litt unter einem angeborenen Herzfehler, der, laut Knef, diagnostiziert wurde, als ihr Bruder 1943 bei einem Luftangriff auf Berlin zusammengebrochen sei.
In den 1950er Jahren finanzierte ihm Hildegard Knef das Musikstudium. Mit achtzehn Jahren bekam der begabte Jazz-Trompeter ein Angebot vom RIAS-Tanzorchester, gründete aber stattdessen eine eigene Band, die Dynamite Cats, schrieb Arrangements, tingelte durch Nachtklubs und Kaschemmen und wurde dabei zum Alkoholiker. Er geriet immer wieder in Schlägereien. Zeitweilig wurde er in einer psychiatrischen Klinik untergebracht. „Der ausbleibende Erfolg mag ein Grund gewesen sein, daß er zunehmend auf Distanz zu seiner berühmten Halbschwester ging. Seine Biographie wirkt wie der ihren entgegengesetzt, ausgerechnet in einer Zeit, in der der Wohlstand wuchs und es unaufhörlich aufwärtszugehen schien, scheiterte er auf ganzer Linie.“ (Christian Schröder).
Als Trompeter wurde Wulfestieg Mitglied der Gruppe The Bertlanders Starband, mit der er 1958 den 1. Platz beim Berliner Amateur-Jazz-Festival und im selben Jahr den 3. Platz beim  Amateur-Jazz-Festival in Düsseldorf belegte. Bandleader war der Altsaxophonist und spätere Komponist Dieter Siebert („Bert Landers“). Unter den Bandmitgliedern waren der Saxophonist, Klarinettist und spätere Orchesterleiter mehrerer Gruppen in der DDR, Volkmar Schmidt sowie der Schlagzeuger Kurt Giese, der später Produzent beim NDR wurde. Die Bertlanders gaben eigene Konzerte, beispielsweise in Berlin im Amerikahaus, im Titaniapalast und im Quartier du Jazz, sie wurden bei verschiedenen Rundfunksendern und Filmgesellschaften eingeladen und waren auf Gastspielen und Konzerttourneen in Westdeutschland unterwegs. 1958 hat die Europäische Phonoklub-Verlags-GmbH als erste Schallplattenfirma The Bertlanders Starband für Schallplattenaufnahmen verpflichtet.  Wulfestieg und die Band spielten oft in dem berühmten Berliner Jazzclub Eierschale.
Wulfestieg wirkte als Regieassistent 1965 an der Fernsehserie Die Unverbesserlichen und 1966 an dem Film Bei Pfeiffers ist Ball mit.
Heinz Wulfestieg starb 1978 unter ungeklärten Umständen mutmaßlich an den Folgen eines tätlichen Angriffs. Auftragsschläger hatten ihm vor seiner Wohnung in Berlin in der Uhlandstrasse aufgelauert und dann so übel zugerichtet, dass er infolgedessen an Hodenkrebs gestorben sei. Den Tod ihres Bruders verarbeitete Hildegard Knef in ihrem 1982 erschienenen Buch So nicht.
Seit 1963 war er mit Maria Luzie Schramek verheiratet.